# Ustupu
Ustupu es una isla en el corregimiento de Ailigandí en la comarca de Guna Yala, República de Panamá.

## Etimología
La palabra Ustupu proviene de la palabra Usdup, que significa «isla del Conejo» son muy famosas entre los gunas.

## División administrativa
La isla de Ustupu, está conformada por dos comunidades gunas: OGOBSUCUN y Ustupu. La comunidad de Ustupu forma parte de las 49 comunidades que conforma la Comarca de Kuna Yala. Políticamente Ustupu se encuentra en el corregimiento número 2 de Ailigandí. La comunidad más cercana a Ustupu es Mamitupu.

## Historia

Ustupu en 1927.

Según la cosmovisión e historiografía guna se dice que varias mujeres y hombres, liderados por la abuela Mu Aneda, salieron de la montaña Dagargun Yala, considerada sagrada por los gunas, e iniciaron un viaje hacia el oeste. Durante esta travesía, fundaron las comunidades de Nurra y Wala, ubicadas en la actual Comarca de Wargandi. Posteriormente, llegarían al río Budurgandi, donde fundarían la comunidad del mismo nombre.
En diciembre de 1903 la comunidad se traslada a una isla llamada Yandub y luego a la isla del Conejo (Ustupu). Para esta época la comunidad estaba liderada por Yaigunabaler o Yaigun.
En 1911 ocurre un voraz incendio que destruye casi el 70% de las casas de la comunidad. El Sahila Yaigun decide trasladar la comunidad a la isla de Gusebgandub, pero una parte de los comuneros no lo sigue.
El grupo que decidió quedarse elige como su guía a un joven de nombre Iguaibilikinya, más tarde la historiografía lo conocería como Nele Kantule, uno de los gestores de la Revolución guna de 1925.
Más tarde Yaigun decide volver a la isla de Ustupu y ubica a la nueva comunidad en la parte norte de la isla y le llamó Ogobsucun.